# Maison Bulyovszky
La Maison Bulyovszky (en hongrois : Bulyovszky-ház) est un édifice situé dans le 17e arrondissement de Budapest. 